# Coro Valcanzoi
Il Coro Val Canzoi "Bepi Cocco" è un coro maschile fondato a Castelfranco Veneto nel 1965. 
Il coro è stato diretto dal 1968 al 1977 dal maestro Angelo Tieppo e dal 1977 al 1990 dal maestro Renato Magoga. Dal 1990 la direzione artistica è ritornata al maestro Tieppo, che lo ha diretto fino a dicembre del 2010, quando ha deciso di lasciare la direzione artistica del coro al più giovane maestro Bruno Beraldo, docente al Conservatorio Pollini di Padova, cattedra di musica d'insieme per strumenti ad arco. Dal febbraio 2013 al gennaio 2019 il coro è stato diretto dal maestro Luis Lanzarini, talentuoso sassofonista e organista diplomato al Conservatorio Steffani di Castelfranco Veneto. Da gennaio 2019 la direzione è affidata al giovanissimo maestro Alberto Pelosin, altro alumnus del Conservatorio Steffani. Il Coro Val Canzoi ha festeggiato, nel 2015, il suo 50° anniversario di fondazione con una serie di iniziative culturali culminate con il Concerto del 50°, tenuto il 21 giugno dello stesso anno nella piazza antistante il Duomo a Castelfranco Veneto.

## Storia
Il Val Canzoi "Bepi Cocco", dal nome di uno dei cantori fondatori prematuramente scomparso nel 1969, si occupa, sin dalla sua fondazione, della ricerca e della valorizzazione del canto popolare. Il repertorio attuale, in gran parte composto o elaborato dal suo ex direttore, maestro Angelo Tieppo, spazia dal canto d'autore d'ispirazione popolare alle elaborazioni corali di canti di tradizione orale, in particolare d'area veneta ed alpina.
Il coro ha svolto un'intensa attività concertistica, esibendosi in importanti sedi, quali i Teatri Comunali di Treviso, di Belluno, di San Donà di Piave, il Teatro Duse di Asolo, il Filarmonico di Verona, il Comunale di Piacenza, la Kultur Hause di Bolzano, il Teatro Ariosto di Reggio Emilia, il Teatro Romano di Aosta, il San Fedele di Milano, il Regio di Parma, il Salone dei Cinquecento a Firenze, Villa Guarnieri alla Rassegna Internazionale di Canto Corale di Mel, il Teatro Accademico del Bibiena di Mantova, e concerti a Cremona, Torino, Imperia. Oltre all'attività in suolo Nazionale, il coro ha svolto due tournée in Germania, una in Svizzera, una in Bulgaria ed una in Argentina. Ha prodotto sette pubblicazioni discografiche, un Canzoniere che comprende oltre 70 partiture di brani popolari rielaborati ed armonizzati appositamente per il Val Canzoi da vari autori, recuperati grazie al lavoro di ricerca effettuato negli anni di attività. Ha partecipato a numerosi Concorsi Nazionali di Canto Corale Popolare (vedi dettaglio a parte), con lusinghiere affermazioni.